# Хайнрих II (Свещена Римска империя)
Вижте пояснителната страница за други личности с името Хайнрих II.
Хайнрих II, познат като Свети Хайнрих (на немски: Heinrich II der Heilige), е единственият германски император на Свещената Римска империя, канонизиран за светец от Католическата църква. Той управлява като пети (и последен) император от Отоновата династия.

## Произход и ранни години
Син е на трудно подчиняващия се и бунтуващ се баварски херцог Хайнрих II, от когото наследява кралската кръв на Карл Велики, и на Гизела Бургундска, племенница на Аделхайд, императрица на Свещената Римска империя.
Хайнрих получава образование в катедралното училище в Хилдесхайм, а през 995 г., след смъртта на баща си, получава наследствената титла Херцог на Бавария като Хайнрих IV.

## Император
Хайнрих успява да стане император след смъртта на братовчед си Ото III, след като слага ръка на имперските регалии, но и с помощта на Вилигис, архиепископ на Майнц, който организира бърза коронация като Крал на германците – 7 юни 1002 г. Следва логичен период на консолидиране на властта на новоизбрания владетел, който подема успешни военни кампании срещу Полското херцогство и Кралство Италия. След първата Хайнрих си възстановява контрола над Бохемия, а след втората получава и Ломбардската корона.
През 1013 г. Хайнрих е призован за помощ в Италия срещу разбунтувалия се Ардуин от Иврея. Войските на императора бързо потушават неподчинението, а Хайнрих отпътува за Рим, където папа Бенедикт VIII го коронясва като Император на Свещената Римска империя – 14 февруари 1014 г.
През 1020 г. Бенедикт VIII посещава императора в Бамберг и иска от Хайнрих военнополитическа помощ срещу Византийската империя, чиято власт расте в Южна Италия. Две години по-късно императорът откликва на молбата и подема военна кампания заедно с принц-електора на Кьолн Пилгрим и подчинява непокорните ломбардски принцове, налагайки имперския авторитет и южно от Папската държава.

## Църковна политика и заслуги
Император Хайнрих е канонизиран за светец на Католическата църква заради устойчивите си административни реформи в епископствата, които му осигуряват твърда подкрепа на висшите католически клирици и прелати. Хайнрих II толерира централизираната им власт като поземлени и йерархични наместници, изключва унаследяване на църковните титли като узаконява целибата и създава архиепископско седлище в Бамберг, което става проектор на имперската и църковната универсална власт. Самият Хайнрих полага обет за Целомъдрие заедно със съпругата си Кунигунда и го изпълнява, не оставяйки наследници за престола си. Заради личния си пример и цялостната си политика на църковно-държавна власт Хайнрих е обвързан като облат на Бенедиктинския орден и канонизиран за светец от папа Климент II (11 юли 1147 г.).